# Dariusz Jabłoński (Ringer)
Dariusz Jabłoński (* 28. April 1973 in Chełm) ist ein ehemaliger polnischer Ringer. Er wurde 2003 Weltmeister im griechisch-römischen Stil im Bantamgewicht.

## Werdegang
Dariusz Jabłoński begann als Jugendlicher in seiner Heimatstadt Chełm mit dem Ringen. Er trat dazu dem Sportclub Cement Gryf Chełm bei. Er konzentrierte sich auf den griechisch-römischen Stil und wurde im Laufe seiner langen Karriere von Krzysztof Grabczuk, Andrzej Głąb, Jan Potocki und in der Nationalmannschaft von Stanisław Krzesiński trainiert. Mit ihm begann auch sein jüngerer Bruder Piotr mit dem Ringen, der aber nicht ganz so erfolgreich wie er war. Dariusz Jabłoński ist auch in deutschen Ringerkreisen sehr gut bekannt, weil er viele Jahre lang für den KSV Ketsch und den 1. Luckenwalder SC in der deutschen Bundesliga rang. Noch während seiner aktiven Zeit absolvierte er eine Ausbildung zum Sportlehrer und hier gezielt zum Ringertrainer.
Bereits als Juniorenringer war Dariusz Jabłoński sehr erfolgreich. Bei der Junioren-Europameisterschaft 1989 (Altersgruppe Cadets = bis zum 16. Lebensjahr) in Witten verfehlte er in der Gewichtsklasse bis 50 kg Körpergewicht mit einem 4. Platz noch knapp die Medaillenränge. 1990 wurde er aber in Tel Aviv in der Altersgruppe Juniors (bis zum 18. Lebensjahr) in der Gewichtsklasse bis 50 kg KG hinter Mchitar Manukjan aus der Sowjetunion Vize-Weltmeister. Den gleichen Erfolg erzielte er auch bei der Junioren-Weltmeisterschaft 1991 in Prievidza, allerdings in der Altersgruppe Espors (bis zum 20. Lebensjahr) in der Gewichtsklasse bis 54 kg KG. Dort platzierte sich nur Samuel Danieljan aus der Sowjetunion vor ihm. Bei der Junioren-Weltmeisterschaft 1991 der Juniors (Altersgruppe bis zum 18. Lebensjahr) in Barcelona musste er sich in der Gewichtsklasse bis 52 kg KG mit dem 7. Platz begnügen.
Bei den Senioren absolvierte Dariusz Jabłoński im Jahre 1994 seinen ersten Start bei einer internationalen Meisterschaft. Er musste sich dabei bei der Europameisterschaft in Athen im Fliegengewicht mit dem 18. Platz begnügen. Auch 1994 und 1995 konnte er sich bei den internationalen Meisterschaften noch nicht im Vorderfeld platzieren. 1996 kam er bei der Europameisterschaft in Budapest im Fliegengewicht aber auf den 5. Rang und erreichte mit diesem Platz die Startberechtigung bei den Olympischen Spielen 1996 in Atlanta. In Atlanta siegte er über Valentin Rebega, Rumänien, verlor dann gegen Samuel Danieljan, siegte über Ulises Valentin aus der Dominikanischen Republik, Ha Tae-yeon aus Südkorea und Andrij Kalaschnykow aus der Ukraine. In einem abschließenden Platzierungskampf musste er noch einmal gegen Ha Tae-yeon antreten und verlor diesen Kampf, womit er den 8. Platz belegte.
Den endgültigen Durchbruch bei den Senioren schaffte Dariusz Jabłoński dann bei der Europameisterschaft 1997 in Kouvola/Finnland. Im Fliegengewicht gelang ihm dort mit Siegen über Zigmunds Jansons, Lettland, Ercan Yıldız, Türkei, Oleg Nemtschenko, Russland und Farhat Mageramow aus Belarus der Titelgewinn. 1998 erreichte er bei der Weltmeisterschaft in Gaevle/Schweden im Fliegengewicht den 5. Platz. Dabei warf ihn eine überraschende Niederlage in seinem ersten Kampf gegen Khaled Al-Faraj aus Syrien zurück. Obwohl er danach fünf Kämpfe in Folge gewann, konnte er gegen Boris Ambarzumow aus Russland nur mehr um eine Bronzemedaille kämpfen und verlor diesen Kampf nach Punkten.
1999 gewann er dann bei der Europameisterschaft in Sofia im Fliegengewicht eine Silbermedaille. Im Kampf um den Europameistertitel musste er sich seinem alten Rivalen Samuel Danieljan aus Russland geschlagen geben. Bei der Weltmeisterschaft 1999 in Athen schied er nach einem Sieg über Zigmunds Jansons wegen einer Niederlage in seinem zweiten Kampf gegen Boris Ambarzumow frühzeitig aus und kam nur auf den 25. Platz.
Im Olympiajahr 2000 musste Dariusz Jabłoński, dem damaligen Reglement entsprechend, drei Qualifikationsturniere bestreiten, bis er endlich die für die Teilnahme an den Olympischen Spielen in Sydney notwendige Punktzahl erreicht hatte. Bei den Olympischen Spielen selbst, verlor er dann gegen Sim Gwon-ho aus Südkorea und gegen Rachimdschan Assembekow aus Kasachstan und kam dadurch nur auf den 19. Platz.
2001 und 2002 gewann Dariusz Jabłoński bei den Europameisterschaften in Istanbul bzw. Seinäjoki/Finnland jeweils eine Bronzemedaille, während er bei den Weltmeisterschaften in Patras (2001) und Moskau (2002) mit einem 13. Platz und einem 16. Platz leer ausging.
Den größten Erfolg in seiner Laufbahn errang er dann im Jahre 2003, als es ihm bei der Weltmeisterschaft in Créteil im Alter von 30 Jahren gelang im Bantamgewicht mit Siegen über Assot Imanbajew, Kasachstan, Roman Amojan, Armenien, Håkan Nyblom, Dänemark, Petr Švehla, Tschechien und Im Dae-won, Südkorea, Weltmeister zu werden.
Mit diesem Erfolg war er natürlich auch bei den Olympischen Spielen 2004 in Athen startberechtigt. Es waren bereits seine dritten Olympischen Spiele. Es gelang ihm aber auch nicht in Athen, wie schon in Atlanta und in Sydney, sich in die Medaillenränge zu kämpfen, weil er dort gleich seinen ersten Kampf gegen Geidar Mamedalijew aus Russland verlor. Mit einem anschließenden Sieg über Mukesh Khatri aus Indien erreichte er nur mehr den 15. Platz.
Zum Abschluss seiner internationalen Ringerkarriere startete Dariusz Jabłoński dann 2005 noch bei der Weltmeisterschaft in Budapest. Er kam dort im Bantamgewicht zu einem Sieg über Jan Hocko, Tschechien, verlor aber seinen zweiten Kampf gegen Kwang Su-Cha aus Nordkorea und belegte den 12. Platz.

## Internationale Erfolge
| Jahr | Platz | Wettbewerb                                         | Gewichtskl. | Ergebnis |
| 1989 | 4.    | Junioren-EM (Cadets) in Witten                     | bis 50 kg   | hinter Samuel Danieljan, UdSSR, Ismail Aslan, Türkei u. József Hamzók, Ungarn |
| 1990 | 2.    | Junioren-WM (Juniors) in Tel Aviv                  | bis 50 kg   | hinter Mchitar Manukjan, UdSSR, vor Iliuță Dăscălescu, Rumänien u. Tanjo Tenew, Bulgarien |
| 1991 | 2.    | Junioren-WM (Espoirs) in Prievidza                 | bis 52 kg   | hinter Samuel Danieljan, vor Valentin Rebegea, Rumänien u. Olaf Brandt, Deutschland |
| 1991 | 7.    | Junioren-WM (Juniors) in Barcelona                 | bis 54 kg   | Sieger: Naurus Uschmanow, UdSSR vor Jochen Mades, Deutschland |
| 1994 | 18.   | EM in Athen                                        | Fliegen     | Sieger: Armen Nasarjan, Armenien vor Farhat Mageramow, Belarus und Alfred Ter-Mkrtchyan, Deutschland |
| 1994 | 13.   | WM in Tampere                                      | Fliegen     | Sieger: Alfred Ter-Mkrtchyan, Natig Aiwasow, Aserbaidschan u. Andrij Kalaschnykow, Ukraine |
| 1995 | 21.   | WM in Prag                                         | Fliegen     | Sieger: Samuel Danieljan vor Armen Nasarjan u. Alfred Ter-Mkrtchyan |
| 1996 | 5.    | EM in Budapest                                     | Fliegen     | hinter Andrij Kalaschnykow, Armen Nasarjan, Alfred Ter-Mkrtchyan u. Jon Rønningen, Norwegen |
| 1996 | 8.    | OS in Atlanta                                      | Fliegen     | mit Sieg über Valentin Rebega, Niederlage gegen Samuel Danieljan, Siegen über Ulises Valentin, Dom. Rep., Ha Tae-yeon, Südkorea u. Andrij Kalaschnykow u. einer Niederlage gegen Ha Tae-yeon                                                     |
| 1997 | 2.    | Großer Preis von Israel in Beʾer Scheva            | Fliegen     | hinter Alfred Ter-Mkrtchyan, Deutschland, Alexander Pawlow, Russland, Vascha Omanidse, Georgien |
| 1997 | 1.    | EM in Kouvola/Finnland                             | Fliegen     | mit Siegen über Zigmonds Jansons, Lettland, Ercan Yıldız, Türkei, Oleg Nemtschenko, Russland u. Farhat Mageramow |
| 1998 | 1.    | Dave-Schultz-Memorial in Colorado Springs          | Fliegen     | vor Piotr Jabłoński, Polen und Anthony Cortes, USA |
| 1998 | 5.    | WM in Gaevle/Schweden                              | Fliegen     | nach einer Niederlage gegen Khaled Al-Faraj, Syrien, Siegen über Andrew Hutchinson, Kanada, Andrij Kalaschnykow, Ruslan Warlamow, Litauen, Dilschod Aripow, Usbekistan und Zigmunds Jansons u. einer Niederlage gegen Boris Ambarzumow, Russland |
| 1999 | 1.    | Großer Preis von Polen in Krakau                   | Fliegen     | vor Alfred Ter-Mkrtchyan u. Oleg Kutscherenko, bde. Deutschland |
| 1999 | 2.    | EM in Sofia                                        | Fliegen     | nach Siegen über Moshe Grimberg, Israel, Witali Cheban, Moldawien, Tero Katajisto, Finnland u. Natig Aiwasow u. einer Niederlage gegen Samuel Danieljan                                                                                          |
| 1999 | 25.   | WM in Athen                                        | Fliegen     | nach einem Sieg über Zigmunds Jansons u. einer Niederlage gegen Boris Ambarzumow |
| 2000 | 9.    | Olympia-Qualifikations-Turnier in Faenza           | Fliegen     | Sieger: Ercan Yildiz vor Hui Wang, China |
| 2000 | 9.    | Olympia-Qualifikations-Turnier in Clermont-Ferrand | Fliegen     | Sieger: Hui Wang vor Natig Aiwasow |
| 2000 | 2.    | Olympia-Qualifikations-Turnier in Colorado Springs | Fliegen     | hinter Uran Chalilow, Kirgisistan, vor Ercan Yildiz u. Masatoshi Toyota, Japan |
| 2000 | 19.   | OS in Sydney                                       | Fliegen     | nach Niederlagen gegen Sim Gwon-ho, Südkorea u. Rachimdschan Assembekow, Kasachstan |
| 2000 | 3.    | Universitäten-WM in Tokio                          | Fliegen     | hinter Jeyhun Zahidow, Aserbaidschan u. Renat Bikkinin, Russland |
| 2001 | 3.    | EM in Istanbul                                     | Fliegen     | hinter Boris Radkevich, Belarus u. Ercan Yildiz |
| 2001 | 13.   | WM in Patras                                       | Fliegen     | nach einem Sieg über Witali Cheban u. einer Niederlage gegen Brandon Paulson, USA |
| 2002 | 3.    | EM in Seinöjoki/Finnland                           | Bantam      | nach Siegen über Hamou Oubrick, Frankreich u. Igor Pewzow, Israel, einer Niederlage gegen Renat Bikkinin u. einem Sieg über Boris Radkevich |
| 2002 | 3.    | Großer Preis von Deutschland in Dortmund           | Bantam      | hinter Alfred Ter-Mkrtchyan u. Michael Böh, bde. Deutschland |
| 2002 | 16.   | WM in Moskau                                       | Bantam      | nach einer Niederlage gegen Geidar Mamedalijew, Russland u. einem Sieg über Uran Chalilow |
| 2003 | 1.    | WM in Créteil                                      | Bantam      | mit Siegen üb er Assot Imanbajew, Kasachstan, Roman Amojan, Armenien, Håkan Nyblom, Dänemark, Petr Švehla, Tschechien u. Im Dae-won, Südkorea |
| 2004 | 15.   | OS in Athen                                        | Bantam      | nach einer Niederlage gegen Geidar Mamedalijew u. einem Sieg über Mukesh Khatri, Indien |
| 2005 | 12.   | WM in Budapest                                     | Bantam      | nach einem Sieg über Jan Hocko, Tschechien u. einer Niederlage gegen Kwang Su-Cha, Nordkorea |

## Polnische Meisterschaften
Dariusz Jabłoński wurde in folgenden Jahren im Fliegen- oder im Bantamgewicht polnischer Meister: 1994, 1996, 1998, 1999, 2000 und 2001.

## Erläuterungen
- alle Wettbewerbe im griechisch-römischen Stil
- OS = Olympische Spiele, WM = Weltmeisterschaft, EM = Europameisterschaft
- Fliegengewicht, bis 1996 bis 52 kg, von 1997 bis 2001 bis 54 kg, seit 2002 abgeschafft, Bantamgewicht, seit 2002 bis 55 kg Körpergewicht